# Kurt Stöpel
Kurt Stöpel (Berlín, 12 de març de 1908 - Berlín, 11 de juny de 1997) va ser un ciclista alemany que fou professional entre 1930 i 1938.
El 1927 començà la seva activitat ciclista com a amateur. El 1932 fou segon a la general final del  Tour de França. En aquesta mateixa edició fou el primer alemany en guanyar una etapa al Tour de França i en vestir el mallot groc. El 1934 guanyà el Campionat d'Alemanya en ruta.

## Palmarès
- 1927 (amateur)
  -  Campió d'Alemanya dels 100 km CRE
  - 1r de l'Hamburg-Magdeburg
- 1928 (amateur)
  - 1r a la Berlín-Stettin-Berlín
  - 1r a la Volta a Hainleite
  - 1r a la Berlín-Cottbus-Berlín
- 1931
  - Vencedor d'una etapa a la Volta a Alemanya
- 1932
  - Vencedor d'una etapa al Tour de França
- 1934
  -  Campió d'Alemanya en ruta
  - 1r a la Volta a Colònia
  - 1r a la Rund um Berlin
- 1935
  - 1r al Gran Premi de Schleswig

### Resultat al Tour de França
- 1931. 16è de la classificació general
- 1932. 2n de la classificació general i vencedor d'una etapa. Porta el mallot groc duran 1 etapa
- 1933. 10è de la classificació general
- 1934. 21è de la classificació general
- 1935. Abandona (6a etapa)

### Resultats al Giro d'Itàlia
- 1932. 5è de la classificació general
- 1933. 8è de la classificació general